# Microcerberus monodi
Microcerberus monodi là một loài chân đều trong họ Microcerberidae. Loài này được Delamare-Deboutteville & Chappuis miêu tả khoa học năm 1957.